# Кея (Вилча)
Кея (рум. Cheia) — село у повіті Вилча в Румунії. Адміністративно підпорядковане місту Беїле-Оленешть.
Село розташоване на відстані 169 км на північний захід від Бухареста, 15 км на північний захід від Римніку-Вилчі, 100 км на північ від Крайови, 120 км на південний захід від Брашова.

## Населення
За даними перепису населення 2002 року у селі проживали 1113 осіб, з них 1111 осіб (99,8%) румунів. Усі жителі села рідною мовою назвали румунську.